# Penjalin
Penjalin is een bestuurslaag in het regentschap Kendal van de provincie Midden-Java, Indonesië. Penjalin telt 1684 inwoners (volkstelling 2010).